# Prästarby
Prästarby är en by i Tegelsmora socken i Tierps kommun, norra Uppland.
Prästarby ligger cirka 7 kilometer norr om Örbyhus. Byn består av enfamiljshus samt bondgårdar. Byn omtalas första gången 1540, då fanns här 4 mantal skatte.
Länsväg C 717 och länsväg C 735 möts i Prästarby.